# NGC 920
NGC 920 is een balkspiraalstelsel in het sterrenbeeld Andromeda. Het hemelobject werd op 11 september 1885 ontdekt door de Amerikaanse astronoom Lewis A. Swift.

## Synoniemen
- PGC 9377
- UGC 1920
- MCG 8-5-11
- ZWG 553.12